# 天橋立車站
天橋立車站（日语：／ Amanohashidate eki */?）是一位於日本京都府宮津市字文殊，由北近畿丹後鐵道（北近畿タンゴ鉄道）所經營的鐵路車站。天橋立車站是北近畿丹後鐵道所屬的宮津線之沿線車站，站名源自於所在地附近、名列日本三景之一的著名觀光勝地——天橋立。在2000年時，該站曾入選第一回的近畿車站百選（近畿の駅百選）。
由於是名景天橋立的主要進出門戶，為服務來此觀光的旅客，每日都有自京都、大阪等都市發車的特急列車在天橋立停靠，例如由京都發車的「橋立」，新大阪發車的「東方白鸛」（隸屬於JR西日本）。除此之外，自2013年起北近畿丹後鐵道也新增由西舞鶴站開出的特別觀光列車丹後赤松號（丹後あかまつ号）和青松號（丹後あおまつ号），部分途經福知山站的列車會在宮津站開始以倒車方式駛進此站。由於這些列車是由近畿丹後鐵道與JR西日本兩家公司合作、互相駛入對方路線的直通運行列車，因此在天橋立車站內仍可以見到JR系統的票務窗口、綠窗口（みどりの窓口），是非常稀有、在第三部門鐵路公司的車站內還設有綠窗口的例子。
車站內設有小賣部和遊客中心。

## 車站結構
此站是設有側式、島式複合型2面3線月台與2條留置線，並可列車交會和待避的地面車站。側式3號月台側是站舍，島式1、2號月台可通過樓梯的跨線橋或升降機的跨線橋聯絡。此站是KTR線內15個有人站之一，是KTR的直營站。

### 月台配置
| 月台 | 路線    | 方向 | 目的地                   | 備註             |
| ---- | ------- | ---- | ------------------------ | ---------------- |
| 1    | ■宮豐線 | 上行 | 宮津、西舞鶴、福知山方向 | 只限一部分列車   |
| 1    | ■宮豐線 | 下行 | 網野、久美濱、豐岡方向   | 只限一部分列車   |
| 2    | ■宮豐線 | 下行 | 網野、久美濱、豐岡方向   | 通常在此月台     |
| 2    | ■宮豐線 | 上行 | 宮津、西舞鶴、福知山方向 | 此站始發的一部分 |
| 3    | ■宮豐線 | 上行 | 宮津、西舞鶴、福知山方向 | 通常在此月台     |

## 相鄰車站

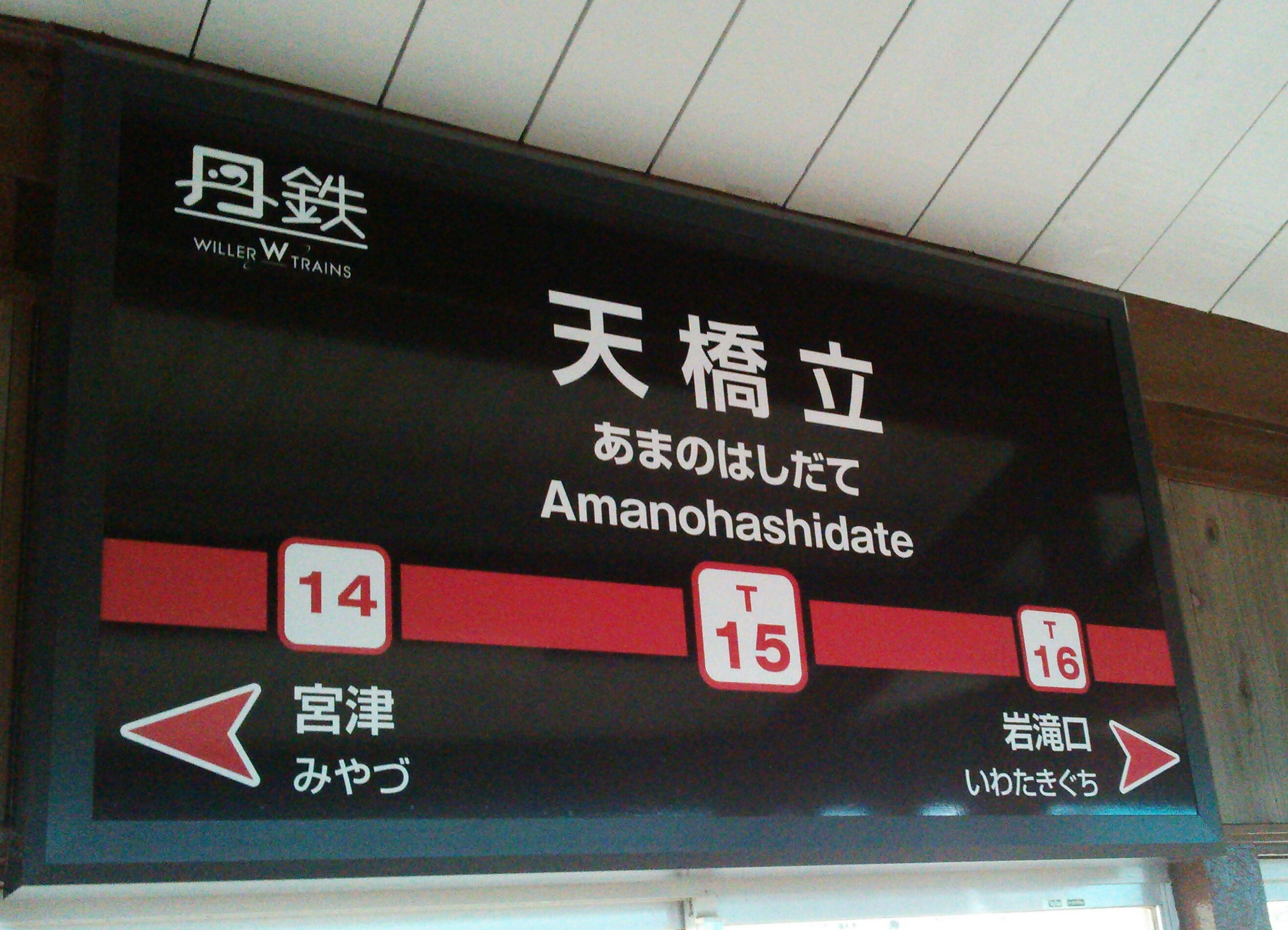
天桥立站牌

WILLER TRAINS（京都丹後鐵道）
宮豐線（宮津線）
- 特急「橋立」「丹後接力」停靠站

快速「丹後路」（只限下行運行）
天橋立 → 與謝野（T17）
普通
宮津（14）－天橋立（T15）－岩瀧口（T16）
- 天桥立站牌

## 外部連結
- （日語）天橋立車站（北近畿丹後鐵道）